# Legeza György
Legeza György (Sátoraljaújhely, 1958. július 19. – 2022. július 7.) magyar parasportoló, kerékpárversenyző, paralimpikon, pszichológus.

## Családja
1958. július 19-én született Sátoraljaújhelyen Legeza István (1921–1981) görögkatolikus lelkész és Szabó Ilona (1927–2016) kémia–fizika szakos tanár gyermekeként. Hatgyermekes görögkatolikus lelkészcsalád ötödik gyermekeként született. Testvérei Legeza Ilona (1950–2011) könyvtáros, irodalmár és Legeza József (1954–2022) görögkatolikus pap.

## Élete
Általános iskolai tanulmányait Nyíradonyban végezte, majd 1976-ban a kecskeméti Piarista Gimnáziumban érettségizett. Édesapja példája nyomán ő is lelkészi pályára készült. Felvételt nyert a Nyíregyházi Görög Katolikus Hittudományi Főiskolára. Tanulmányai megkezdése előtt behívták sorkatonai szolgálatra Lentibe, ahol a kispapok számára szándékosan megnehezített szolgálatban vett részt. 
1977 telének végén egy hivatásos katonatiszt az őrszobában pisztollyal meglőtte. A golyó áthatolt a gerincén és életét csak több műtéttel sikerült megmenteni, de örökre megrokkant. Így tanulmányait a hittudományi főiskolán nem tudta megkezdeni. Az Eötvös Loránd Tudományegyetemre felvételizett, ahol 1984-ben a Bölcsésztudományi Karon pszichológusi diplomát szerzett. 
1984 és 1986 között az Országos Rehabilitációs Intézet munkatársa, 1986 és 1988 között az Újszászi Elmegyógyintézet pszichológusa volt.
1989-től versenysportoló lett. A közép- és hosszútávú kerekesszékes versenyzés többszörös magyar bajnoka. Hétszer teljesítette a Bécs–Budapest Szupermaratont, 56-szor a maratont és 31-szer a félmaratont. Részt vett az 1996-os atlantai paralimpiai játékokon.
1998 és 2000 között a tiszakürti Mozgásfogyatékosok Otthona és Rehabilitációs Intézet igazgatójaként tevékenykedett.
2002 és 2015 között kézicikli (handbike) sportágban versenyzett. 2015-ben 57 éves korában fejezte be sportpályafutását romló egészségügyi állapota miatt.
2022. július 7-én hunyt el. Augusztus 8-án a Debreceni köztemetőben helyezték örök nyugalomra.